# Ремечвиль
Ремечвиль (нем. Remetschwil) — коммуна в Швейцарии, в кантоне Аргау.
Входит в состав округа Баден-Аргау.  Население составляет 1942 человека (на 31 декабря 2007 года). Официальный код  —  4039.